# The Foundling (film fra 1916)
The Foundling er en amerikansk stumfilm fra 1916 af John B. O'Brien.

## Medvirkende
- Mary Pickford som Molly O.
- Edward Martindel som David King.
- Maggie Weston som Mrs. Grimes.
- Mildred Morris som Jennie.
- Marcia Harris som Julia Ember.